# Asociația Oamenilor de Afaceri din România
Asociația Oamenilor de Afaceri din România (AOAR) este o organizație apolitică formată din oameni de afaceri din România. Asociația a fost înființată pe 16 decembrie 1994 și are drept scopuri susținerea capitalului românesc, sprijinirea consolidării economiei funcționale de piață, promovarea și apărarea intereselor legitime și a reputației oamenilor de afaceri din România.
Asociația Oamenilor de Afaceri din România (AOAR) a pornit dintr-o necesitate, în urmă cu 20 de ani. Aceea a stabilirii unor repere solide într-o societate care se transforma spontan, în ritm accelerat și care lăsa de prea puține ori loc unei viziuni de ansamblu.
Era o perioadă în care primul val al tranziției își lăsa amprenta asupra României, într-un amalgam de schimbări radicale. Un boom al companiilor noi, internaționale sau locale, o creștere accelerată a consumului, pe fondul unor aspirații noi și al unor stiluri de viață diferite, un mozaic politic cu efecte legislative diverse și deseori contradictorii, o societate civilă firavă și multe vise și dorințe de schimbare.
Într-o economie aflată în plin proces de autodefinire, era nevoie de un spațiu comun în care antreprenorii și companiile să se exprime și să interacționeze, pentru a  contribui la dezvoltarea sănătoasă a României.
AOAR este o organizație independentă și apolitică, iar istoria asociației e legată de stabilirea unor coordonate echilibrate și corecte pentru susținerea capitalului românesc și a oamenilor de afaceri locali, pornind de la convingerea că oamenii de afaceri aduc bunăstare României
Consiliul Director al AOAR este format din: 
- Florin-Ion Pogonaru (Președinte)
- Ana Bobirca (Vicepreședinte)[1]
- Anca Vlad (Vicepreședinte)[2]
- Gabriel Biris (Vicepreședinte)[3]
- Sorin Nicolescu (Vicepreședinte)

AOAR reunește o comunitate extinsă de antreprenori, manageri, consultanți, specialiști în diverse domenii.